# Ignas Scheynius (1889–1959)
För andra betydelser, se Ignas Scheynius.
Ignas Scheynius, (litauiska: Ignas Šeinius), Ignas Jurkunas-Scheynius, född 3 april 1889, död 15 januari 1959 i Bromma församling, Stockholms stad, var en svensk-litauisk författare och diplomat i litauisk tjänst.

## Biografi
Scheynius föddes i Litauen som 1889 fortfarande var en del av det tsarryska imperiet. Han kom till Sverige 1915 och bildade en kommitté för Litauens självständighet. Efter utropandet av den första litauiska republiken 1918, utsågs Scheynius till Litauens sändebud, först i Köpenhamn, sedan i Helsingfors och till slut i Stockholm. I Stockholm tog Scheynius initiativ till grundandet av en svensk-litauisk vänskapsförening. 
Efter en statskupp i Litauen 1926 upphörde emellertid Scheynius som litauisk företrädare och återreste till Litauen, först till Kaunas där han en tid verkade som tidningsmakare, därefter arbetade han som guvernementsråd i kuststaden Klaipeda. Efter Sovjetunionens ockupation av Litauen sommaren 1940 flydde Scheynius via Ostpreussen till Sverige där han kom att bosätta sig permanent i Stockholm.
Scheynius anses vara en av den litauiska litteraturens viktigaste modernister. Som hans främsta verk framhålls ofta romanen Sigfried Immerselbe förnyar sig, i litauisk litteraturhistoria ofta karaktäriserad som "impressionistisk prosa". 
Scheynius var uttalad antikommunist och antinazist. Ett återkommande tema i hans texter är just kampen mot totalitära makter. Bland hans stridsskrifter bör framhållas den starkt antikommunistiska Den röda floden stiger.
I Sverige träffade han sin fru Gertrud Sydoff. De fick ett barn, Irvis Scheynius (1922-2010). .